# Гудков, Евгений Станиславович
(род. 17 апреля 1978 года, Омск, СССР) — российский легкоатлет Серебряный призёр летних Паралимпийских игр 2008 года в Пекине, серебряный призёр чемпионата мира в метании копья. Заслуженный мастер спорта России.

## Семья
Женат на российской легкоатлетке, чемпионке Паралимпийских игр в метании копья Наталии Гудковой. Сын - Илья (2007 г.р.).

## Награды
- Медаль ордена «За заслуги перед Отечеством» II степени (30 сентября 2009 года) — за большой вклад в развитие физической культуры и спорта, высокие спортивные достижения на XIII Паралимпийских летних играх 2008 года в городе Пекине (Китай).[2]
- Заслуженный мастер спорта России (2008).